# Barbodes mahakkamensis
Barbodes mahakkamensis és una espècie de peix cipriniforme de la família dels ciprínids que es troba a Borneo (Indonèsia).